# Протока Кука

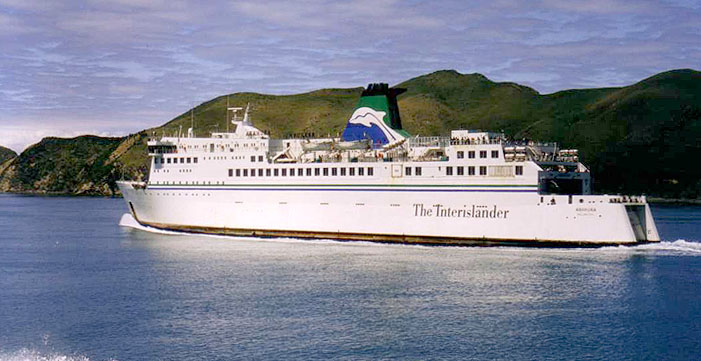
Протока Кука і пором Арахура з боку Мальбору.

Прото́ка Ку́ка — протока, що розділяє острови Нової Зеландії: Північний і Південний. Сполучає Тихий океан на сході і Тасманове море на заході.
На її північній стороні розташовано місто Веллінгтон.
Дві великі бухти є на півдні протоки — Золота бухта і Тасманова бухта.
У гарну погоду добре видно протилежний берег протоки.
Регулярно працює пором з Піктону до Веллінгтону. У протоці часто нагони рівня води завдяки сильним вітрам, особливо з півдня.
- Довжина 107 км
- Ширина в найвужчому місці становить 22 км
- Глибина 87 м.

## Походження назви
Протока названа на честь капітана Джеймса Кука, який першим з європейців проплив через протоку в січні-лютому 1770 року. Маорійська назва протоки —  Раукава або Раукава Моана.

## Європейська історія
Коли перші голландці відкрили Нову Зеландію дослідник Абель Тасман у 1642 році вирішив що протока Кука є бухтою і найменував її Бухтою Зихен, на честь одного з двох суден в його експедиції. У 1769 Джеймс Кук знайшов, що протока формує судноплавну водну артерію.